# Bernard Meadows
Bernard Meadows (* 19. Februar 1915 in Norwich; † 12. Januar 2005 in London) war ein englischer Bildhauer.
Meadows nahm von 1934 bis 1936 Unterricht in Malerei an der Norwich School of Art. 1937 zog er nach London und begann er ein Studium am London Institute of Education und dem Courtauld Institute of Art. 1938 schrieb er sich für Malerei und Bildhauerei am Royal College of Art ein.
In den Jahren 1936 bis 1939 und 1946 bis 1948 war Meadows jeweils in der Sommerzeit als Assistent im Studio von Henry Moore tätig. Nach seiner Militärzeit bei der Royal Air Force 1941 bis 1946 (vorwiegend in Indien und Ceylon) beendete er sein Studium 1946 bis 1948 am Royal College of Art.
Im Jahr 1956 gewann Meadows ein staatliches Stipendium in Italien. 1948 bis 1960 war er Lehrer an der Chelsea School of Art. 1960 wurde er mit einem Internationalen Preis für Zeichnung und Grafik in Lugano (Schweiz) ausgezeichnet.
Von 1960 bis zu seiner Emeritierung im Jahr 1980 war Meadows Professor für Bildhauerei am Royal College of Art. Von 1983 bis 1988 war er Direktor der „Henry Moore Foundation“.

## Ausstellungen
- 1952: Teilnahme an der Biennale von Venedig, im britischen Pavillon zusammen mit Robert Adams, Kenneth Armitage, Reg Butler, Lynn Chadwick, Eduardo Paolozzi und William Turnbull
- 1936: International Surrealist Exhibition, New Burlington Galleries, London
- 1958: Weltausstellung Expo '58 in Brüssel
- 1959: Teilnehmer der documenta 2 in Kassel; Carnegie International Exhibition, Pittsburgh (auch 1961)
- 1964: 1954–64: Painting and Sculpture of a Decade, Tate Gallery, London
- 1965: British Sculpture in the Sixties, Tate Gallery, London
- von 1957 bis 1967: Einzelausstellungen bei „Gimpel Fils“, London
- 1981: British Sculpture in the Twentieth Century, Whitechapel Art Gallery, London
- 2002: Henry Moore and the Geometry of Fear, James Hyman Fine Art, London